# Laguneta América
A  Laguneta América é um lago localizado na Guatemala. Localiza-se no departamento de Retalhuleu, Município de Retalhuleu.